# Big Youth
Pour les articles homonymes, voir Buchanan.
Big Youth, Manley Augustus Buchanan de son vrai nom, est un chanteur, DJ de reggae jamaïcain né le 19 avril 1949 dans le quartier de Trenchtown à Kingston. Deejay très connu, il a commencé en opérant dans des sound systems de Kingston au début des années 1970. Il est encore en activité aujourd'hui.

## Biographie
Big Youth n'est pas le premier DJ à enregistrer en Jamaïque, ni le plus célèbre, mais il est l’un des plus reconnus. Un très grand innovateur en matière de style, un créateur à la voix gorgée de soul, un rappeur-chanteur déterminant et très copié. Après les premiers succès dans le nouveau style DJ par King Stitt en 1969, suivis de l’explosion du genre menée par U Roy en 1970, Big Youth s’impose en 1972, seul rival sérieux de U Roy the originator. Il connaît alors une popularité qu'aucun artiste de l'île ne peut lui ravir, et reste le DJ le plus populaire de l’âge d’or du roots reggae des années 1970.
Né d’un père policier qui sera presque totalement absent, Manley est élevé par sa mère. Il vit son enfance dans la misère. Ses trois premières années sont passées dans le quartier de Rae Town, puis ses parents emménagent au 112 Princess Street dans le vieux quartier historique de Kingston, pas loin du port. Il grandit dans cette zone très difficile, où règnent les gangs les plus durs.
Au milieu des années soixante l’adolescent devient mécanicien chez Skyline, et à l'hôtel Sheraton, où on le surnomme Big Youth ("Le Grand Jeune") parce qu’il est plus grand que les autres ados. Il est confronté à des bagarres et à une violence endémique. En 1968, à force de fréquenter la communauté rasta de Back a Wall près de Trench Town, il se laisse pousser les dreadlocks et adopte la foi et l’identité rasta, qui changent son orientation. Il adore la musique, et apprécie particulièrement U Roy, et bien qu’il ne mange pas toujours à sa faim il va l’écouter « toaster » au micro du sound system de King Tubby, Home Town Hi-Fi.
U Roy improvise sur des disques depuis le milieu des années 1960, et commence à enregistrer en 1969 dans un style mi-rap mi-chant, sur fond de versions instrumentales. Son nouveau style est en train de révolutionner l’art du DJ jusque-là limité à des interventions succinctes, des intros parlées, des hoquets et interjections et onomatopées diverses que l’on retrouve sur de rares disques où apparaissent des DJ comme Sir Lord Comic ou Count Machuki. Le sound system Sir Coxsone’s Downbeat, propriété du célèbre producteur Clement Coxsone Dodd, ferme en 1968. Son DJ attitré King Stitt interprète alors ses premiers disques (Herbman Shuffle, Fire Corner, etc.). Il toaste des versions instrumentales du reggae naissant, sur lesquelles il immortalise son style parlé/crié. Son succès met le style DJ à la mode et U Roy devient une sensation, un héros populaire grâce à ses premiers disques produits par Duke Reid. Le véritable premier DJ moderne est né.
À cette époque Big Youth fréquente beaucoup Mightiness Emperor Lord Tippertone, un des meilleurs sound systems de son quartier d’Orange Street, alias Beat Street, le centre-ville où tous les meilleurs sounds s’affrontent. Il n’envisage pas de carrière musicale, mais influencé par U Roy et son style, le mécanicien professionnel prend le micro tenu jusque-là par Keith Smiley ou Jah Stitch notamment.
En mars 1971, à vingt-deux ans, Big Youth devient finalement l’un des DJ de Tippertone, où il se mesure à d'autres "toasters" comme Jah Stitch. Les sélections de disques sont de Jah Wise et Wong Chu (qui comme Big Youth enregistrera un toast sur un dub du Keep on Moving de Bob Marley & the Wailers). Il devient vite l’un des DJ les plus populaires de l'île. Là où l'étonnant U Roy (dont il va prendre la place de DJ numéro un) laisse beaucoup de place à la musique lors de ses interventions chantées/parlées, Big Youth est le premier capable de tenir le rythme pendant parfois toute la longueur d'un morceau sans perdre son souffle. Il crie, hoquette, électrise la foule avec ses mélopées gorgées de soul, mi-rap mi chant hypnotique, répétitif, unique. Plus que ses prédécesseurs DJ, il ne se contente pas de parler de sujets liés à la danse et à la fête, mais bien de la façon dont les gens vivent et de qui ils sont. Et plus que tout, il injecte avec consistance le message rasta dans ses interventions. U Roy l’avait fait avant lui, mais bien plus discrètement. Big Youth devient ainsi l’un des principaux vecteurs de la nouvelle popularité du mouvement. Intelligent, très humain et nourri des psaumes qu’il sait interpréter en d’inimitables mélopées campées sur un rythme, Big Youth change la direction du style DJ, le « toaster » ou « talkover » comme on l’appelait alors.
Sa réputation grandit rapidement. Son premier 45 tours, Movie Man est enregistré en janvier 1972 pour le label du chanteur Gregory Isaacs, African Museum, suivi de Black Cindy. Deux échecs.
Il grave aussi sa Moving Version sur un dub du Keep on Moving de Bob Marley & the Wailers produit par Lee Scratch Perry début 72. Mais ce n’est qu’avec The Killer (pour Gussie Clarke) Tell It Black, Phil Pratt Thing, et plus tard Chi Chi Run (pour Prince Buster) qu’il vendra des quantités de disques plus appréciables. U Roy est souvent en tournée en Angleterre, et Big Youth est la nouvelle sensation chez Tippertone. Le producteur Keith Hudson, qui a déjà produit des perles des géants du nouveau genre DJ, Dennis Alcapone et U Roy, lui propose alors d’enregistrer pour lui. Hudson capture le son de la petite moto Honda S 90 de Big Youth sur le morceau. Big Youth grave Opportunity Rock et Come in My Parlour pour Glen Brown le même jour. Quelques jours plus tard, c’est l’ex-roi du ska, la première star internationale jamaïcaine, Prince Buster, qui produit plusieurs titres de lui, dont Chi-Chi Run.
Mais c’est S. 90 Skank qui le premier fait instantanément de Big Youth une vedette totale en 1972. Il est le premier DJ à monter numéro depuis la révolution U Roy près de trois ans plus tôt.
Puis c'est le mémorable Tippertone Rock chez Augustus Clarke (different de Tippertone Rocking sur le même rythme). Plus encore que U Roy, il improvise de véritables paroles, en un flot volubile où il s'adresse directement aux jeunes défavorisés des ghettos de façon constructive, pleine d'espoir, d'humour et de spiritualité rastafarienne. Il est sans doute le premier à exprimer la foi rasta de façon aussi éloquente, et marque profondément toute une génération. Bob Marley, notamment, est très influencé par le style de Big Youth. Il lui empruntera notamment l’expression « Natty Dread » (entendue dans Is Dread Ina Babylon, 1973).
Tout à coup, les autres DJ doivent être à la hauteur de cette innovation stylistique déterminante et n'ont d'autre voie que de l'imiter pour ne pas être complètement dépassés. Big Youth enregistre avec plusieurs producteurs, comme Phil Pratt (Keep Your Dread), Clive Chin chez Randy’s (Natty No Jester sur le No Jestering de Carl Malcolm), et beaucoup de ses 45 tours sont de gros succès, d'une grande spontanéité et d'un style immédiatement reconnaissable. Il est incontestablement le leader d'un nouveau style initié par U Roy, et qui ira très loin. Doué pour les costumes les plus funky, les plus délirants, équipé de platform boots et de fourrures, de vestes en velours, il rend le public hystérique quand il arrache sa casquette et «flashe» ses nattes. En gros plan, il a une apparence inoubliable avec des incisives où sont gravées trois pierres précieuses aux couleurs de l'Afrique : une rouge, une or, et une verte.
L’excellente compilation Everyday Skank (Best of Big Youth - Trojan 1980) réunit quelques-uns des premiers enregistrements en question pour les producteurs Derrick Harriott, Keith Hudson, Gussie Clarke, Joe Gibbs, et quelques-unes de ses premières auto-productions. La marque anglaise reprendra cette sélection et l’augmentera de vingt titres avec Ride Like Lightning (Trojan 2002).
Début 1973, déçu de ne pas toucher suffisamment de redevances pour sa dizaine de tubes, Big Youth commence à produire ses enregistrements lui-même : Hot Cross Bun/River Jordan (Panther/Dynamic) puis Children Children et Mr. Buddy pour son propre label de disques, Negusa Nagast. Il créera bientôt une deuxième marque, Agustus Buchanan, alors que Gussie Clarke voit sa production Screaming Target classée dans les 20 meilleures ventes, tout comme Buster classe Chi Chi Man à son tour dans le top 20. Idem pour A So We Stay et Cool Breeze, ce qui fait quatre gros tubes rien que pour 1973, et le mène sur la scène du Madison Square Garden de New York pour son premier voyage à l’étranger.
Augustus « Gussie » Clarke réunit un album, Screaming Target (Trojan 1973), une compilation de simples Gussie et Jaguar qui sort en Angleterre. Sur la compilation de dub enregistrée de 1969 à 1972 The Message Dub Wise (Prince Buster 1972) du Buster All Stars, on entend Swing Low Revolution Come et The Message. Certains titres, une fois les voix ajoutées, deviendront la compilation Chi Chi Run (Prince Buster 1973) avec Little Youth, Alton Ellis, et Dennis Brown sur l’excellent Leave Your Skeng. Elle contient aussi le superbe When the Revolution Come et une reprise instrumentale de Shaft en reggae.
En plus de son style DJ reconnu, il reprend et adapte très librement en reggae quelques perles de la soul, comme le Hit the Road Jack de Percy Mayfield popularisé à l’origine par Ray Charles, The World Is a Ghetto de War (devenu Streets In Africa). Une fois assaisonné à la sauce Big Youth après une version des Heptones, le Swept For You Baby de Smokey Robinson and the Miracles devient Every Nigger Is a Star.
Big Youth est éloquent, il décrit les ghettos avec respect, prend la défense des femmes après un disque du DJ Prince Jazzbo trop sexiste à son goût, et ses derniers enregistrements de 1973 comme Every Nigger Is a Star ont plus d’impact que jamais.
L’album anglais Reggae Phenomenon (Trojan 1974) est cette fois une production de sa propre marque Agustus Buchanan. À cette époque, depuis trois ans Big Youth est avec Dennis Brown et Bob Marley la plus grande vedette du reggae. Mais il vit toujours dans sa cabane de planches et de carton au cœur de la ville.
Le déluge de sa discographie 45 tours des années 1970 serait un peu longue à reproduire ici, mais parmi ses meilleurs albums-recueils on doit noter le remarquable Dreadlocks Dread (Klik 1975, réédité par Virgin Front Line en 1978), qui contient notamment sa version DJ du succès de Burning Spear pour Jack Ruby, Marcus Garvey et le séduisant Train to Rhodesia. Ce gros succès anglais lui permet enfin de déménager.
Ce sont ensuite Natty Cultural Dread et Hit The Road Jack (Agustus Buchanan/Trojan 1976) et Isaiah First Prophet Of Old (sorti sur sa marque Nichola Delita et en licence chez Virgin Front Line en 1978).
Mais Progress et son corollaire dub Reggae Gi Dem Dub (Nichola Delita 1979), et Rock Holy (Negusa Nagast 1980) sont refusés par Virgin, et Big Youth n’a plus de distributeur étranger. La Jamaïque se referme sur elle-même avec l’arrivée de Reagan aux États-Unis et de la vague de misère qui suit.
Au cours des années 1980, avec la nouvelle vague des DJ non-rastas, l’influence de Big Youth diminue quelque peu malgré d'occasionnels bons titres, répartis de façon inégale sur notamment Some Great Big Youth (Heartbeat 1981), The Chanting Dread Inna Fine Style (Heartbeat 1983), Live at Reggae Sunsplash (Sunsplash 1984), A Luta Continua (Heartbeat 1986) et Manifestation (1988). Joe Gibbs publie l’album compilation DJ Originators (Joe Gibbs/Rocky One 1990) dont un titre sur deux est interprété par Dillinger. Enregistré en public, Jamming In the House of Dread (ROIR 1991) le dévalorise quelque peu et le situe un peu plus comme un DJ du passé.
Son retour avec Save The Children (Déclic 1995) et une production de Junior Reid, Higher Grounds (VP 1995) est décevant, tout comme Legends (Gone Clear 1997) un album avec I Roy, un autre DJ légendaire, mais Big Youth montre qu’il est toujours capable d’électriser une salle en sillonnant le monde lors de plusieurs tournées dans les années 1990.
La marque anglaise Blood and Fire publie en 2000 Natty Universal Dread, un essentiel triple CD très documenté réunissant une bonne partie des enregistrements de son âge d’or, 1973-1979, dont certains jamais publiés hors de Jamaïque. On peut y entendre des classiques comme Every Nigger Is a Star, Hip Ki Do, Hit the Road Jack, Chucky No Lucky (produit par Joe Gibbs), Hotter Fire, Wolf In Sheep Clothing, Natty Universal Dread et un mix différent avec dub « extended » de son Marcus Garvey originel intitulé Mosiah Garvey.
Youth a consacré le Call and response style, où le deejay mime une opposition verbale, comme si deux types (concurrents en amour, chefs de bande ou potes chambreurs) se donnaient la réplique. Souvent, la joute verbale oppose le toaster à un alter ego ou à la voix du chanteur dont le toaster reprend la version. Ça peut ne jamais s'arrêter, et le toaster peut être pris à son propre jeu, dans une sorte de kaléidoscope musical. C'est le cas avec Cool Breeze, percutante reprise du morceau Stop that train de Derrick Harriott. Celui-ci sera lui-même repris par Scotty, dans le titre Draw your brakes (le morceau ouvre le film The Harder They Come). Big Youth est un des plus forts au jeu du remix talk over, si on excepte le maître, U-Roy. Dans ce triple album, l'artiste a le temps de reprendre pas mal de riddims célèbres, dont Money in my pocket, de Dennis Brown, qui devient Reggae phenomenon.
En 2001, Le musicien français Bruno Blum produit We No Want No War pour son label Rastafari, un nouveau 45 tours où Big Youth toaste la nouvelle version culte du célèbre War de Bob Marley réenregistré avec les Wailers, et où l’on entend la voix de Hailé Sélassié Ier en personne. Ce titre, qui figure sur The War Album (Rastafari/55/BMG) avec d’autres versions, est suivi de deux autres réalisations de Bruno Blum : une reprise du classique Marcus Garvey (Human Race 2002) où l’on entend cette fois la voix de Garvey, et de Aux Armes !, une adaptation DJ de La Marseillaise issue de la célèbre version reggae de Serge Gainsbourg Aux Armes Et Cætera (Philips-Universal 2002) adaptée ici en hymne rasta. Big Youth, ou Jah Youth comme on l’appelle affectueusement en Jamaïque, reste pour beaucoup d’amateurs de reggae le plus touchant des DJ et, avec l'autre grand innovateur U Roy, le plus important d'entre eux.

## Discographie

### Albums
- 1973 - Screaming Target
- 1975 - Dread Locks Dread
- 1976 - Hit The Road Jack
- 1976 - Natty Cultural Dread
- 1977 - Reggae Phenomenon
- 1978 - Isaiah First Prophet Of Old
- 1978 - Reggae Gi Dem Dub
- 1979 - Progress
- 1980 - Rock Holy
- 1981 - Some Great Big Youth
- 1982 - The Chanting Dread Inna Fine Style
- 1984 - A Luta Continua
- 1984 - Live At Reggae Sunsplash

### Compilations
- Chi Chi Run
- DJ Originators Head To Head
- Everyday Skank
- Natty Universal Dread
- Ride Like Lightning

## Source
- http://www.reggae.fr/artiste-biographie/54_Big-Youth.html